# Beltrán Embriaco
Beltrán Embriaco (asesinado en 1258),  fue un noble de origen genovés en el Condado de Trípoli. Beltrán, era el jefe de la rama más joven de la familia Embriaco.
En 1252 cuando la princesa viuda Lucía de Segni fue retirada de la regencia de su hijo Bohemundo, había logrado mantener a muchos de sus favoritos romanos en puestos importantes en Trípoli, lo que causó descontento entre los barones nativos.
En 1258 durante la guerra de San Sabas, los descontentos barones nativos de Bohemundo VI se rebelaron en su contra. Estos encontraron a sus caudillos en Beltrán, quien era dueño de grandes propiedades en y alrededor del Señorío de Gibelet (en Trípoli), y en su yerno, Juan de Antioquía, señor de Botron, y primo segundo de Bohemundo. Ese mismo año los barones marcharon sobre Trípoli, donde Bohemundo estaba residiendo, y sitiaron la ciudad. Bohemundo VI hizo un contraataque, pero fue derrotado y herido en el hombro por el propio Beltrán.
Bohemundo se vio obligado a permanecer asediado en la ciudad hasta que los templarios enviaron hombres para rescatarlo. Beltrán incendio los alrededores en venganza. Un día cuando Beltrán visitaba uno de sus pueblos unos campesinos armados repentinamente lo atacaron y asesinaron. Su cabeza fue cortada y enviada como regalo a Bohemundo. Los rebeldes fueron intimidados y se retiraron a Gibelet. Sin embargo, a partir de ese momento hubo una enemistad a muerte entre las Casas de Antioquía y Embriaco.